# Свобода грудей

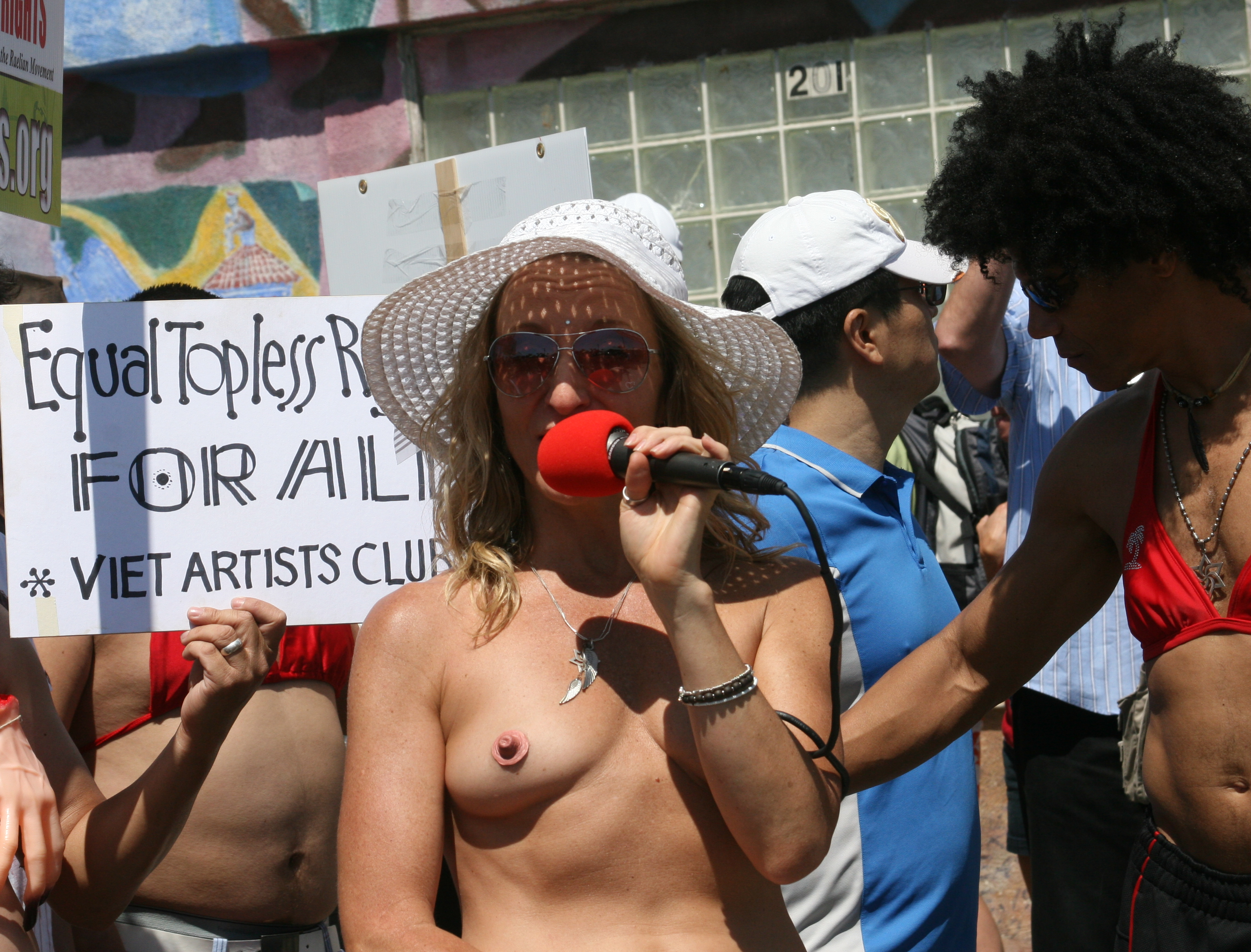
Група жінок протестує за право ходити топлес скрізь, де може чоловік. Веніс-Біч, Каліфорнія, 2011 (демонстрантка носить пестиси)

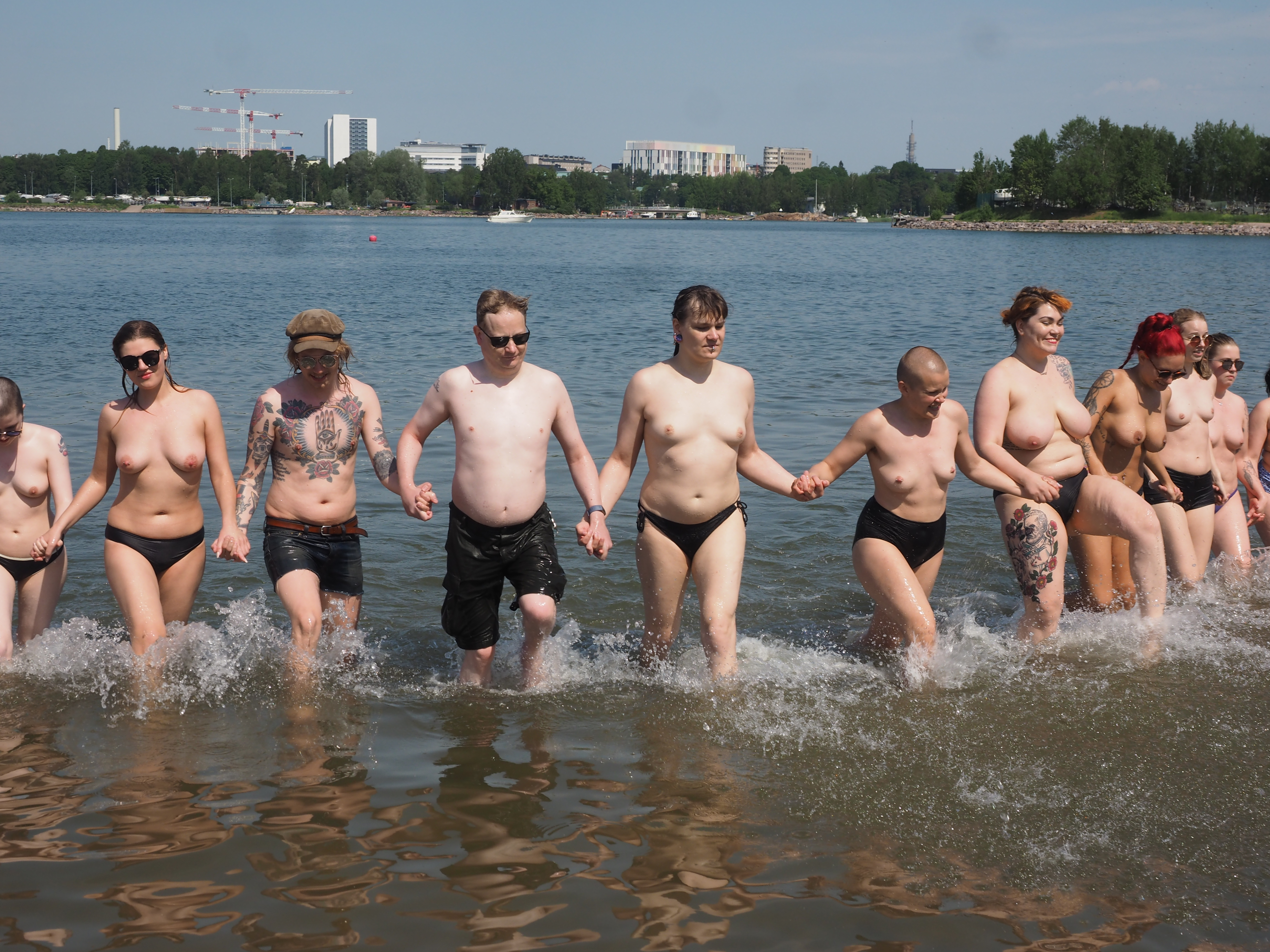
Група жінок і чоловіків, що йдуть топлес на пляжі в Гельсінкі, Фінляндія, протестує після того, як жінку вигнали з пляжу в Хювінкяя за те, що вона засмагала топлес

Свобода грудей, топфрідом (англ. topfreedom) — це культурний і політичний рух, який прагне змінити закони, щоб дозволити жінкам бути топлес у громадських місцях, де це дозволено чоловікам, як форму статевої рівності. Зокрема, рух прагне перегляду або скасування законів, які обмежують право жінки не прикривати груди в будь-який час на публіці.
Крім того, прихильники свободи грудей прагнуть дозволити годуючим матерям відкрито годувати грудьми в громадських місцях.

## Соціально-правові установки
Багато суспільств[які?] вважають жінок, які оголюють свої соски та ареоли, нескромними та такими, що суперечать суспільним нормам. У багатьох юрисдикціях[які?] жінка, одягнена топлес, може піддаватися суспільному чи державному переслідуванню або бути звинуваченою у публічній розпустливості, непристойному оголенні, публічній непристойності чи хуліганстві. Прихильники свободи грудей прагнуть змінити ставлення суспільства до грудей як до сексуального або непристойного об'єкта.
Кілька країн Європи декриміналізували топлес, що не має сексуального підтексту. Плавання та засмагання топлес на пляжах стало прийнятним у багатьох частинах Європи, хоча практика залишається суперечливою в багатьох місцях і не є поширеною в більшості місць. Багато громадських басейнів у Європі належать муніципалітетам, які розглядаються як приватні організації та мають право встановлювати свій дрес-код.[джерело?]

### Грудне вигодовування
У більшості країн світу грудне вигодовування в громадських місцях не є чимось незвичним. Протягом 2006–2010 років, і раніше, в ряді новинних повідомлень у США згадувалися випадки, коли жінок відмовляли в обслуговуванні або до них чіплялися за грудне вигодовування в громадських місцях. У відповідь на це більшість штатів США прийняли закони, які прямо дозволяють годування грудьми у громадських місцях. У 1999 році федеральний уряд США прийняв закон, який конкретно передбачає, що «жінка може годувати грудьми свою дитину в будь-якому місці у федеральній будівлі або на федеральній території, якщо жінці та її дитині дозволено бути присутніми у цьому місці." (англ. "a woman may breastfeed her child at any location in a Federal building or on Federal property, if the woman and her child are otherwise authorized to be present at the location."). Однак ці закони, як правило, не застосовуються до правил, встановлених приватними організаціями або щодо приватної власності, такої як ресторани, авіакомпанії чи торгові центри тощо.

## Свобода грудей за країнами

### Азія

#### Тайвань
На підтримку акції в межах руху FreeTheNipple ісландської студентки Адди Смарадотір у публічному кіберпросторі молоді жінки завантажували свої фотографії топлес на платформу Facebook і протестували проти його стандартів спільноти щодо розгляду жіночих грудей як матеріалу з сексуальним змістом. Ці фотографії та відповідні новинні статті спочатку були заблоковані, але Facebook визнав ці фотографії як такі, що не порушують стандартів спільноти.

### Європа

#### Данія
Купання та засмагання голяка (включаючи топлес) дозволено на данських пляжах. Повна оголеність і оголеність грудей в інших громадських місцях на відкритому повітрі, як правило, також є законними, якщо вона не передбачає «образливої поведінки» або може викликати суспільне обурення. Закон про суспільне обурення рідко використовується на практиці, але в 1972 році глядачів було засуджено за те, що вони були оголеними в Королівському данському театрі. У грудні 2007 року група жінок і чоловіків, які називають себе Topless Front, купалися топлес у громадських лазнях, щоб пропагувати рівність оголеності грудей. У березні 2008 року після кампанії, проведеної цією групою, Комітет культури та дозвілля Копенгагена проголосував за дозвіл купатися в басейнах топлес. Після голосування комітету виявилося, що не існувало законів, які забороняють купання топлес, що фактично зробило голосування незначущим. Однак деякі громадські лазні самі обмежували це ще до і вже після голосування. Грудне вигодовування в громадських місцях підтримується переважною більшістю представників обох статей у Данії, а також є цілком законним і прийнятим майже в усіх місцях, за винятком кількох приватних кафе та ресторанів, які його обмежили.

#### Україна
Оголення жіночих грудей в Україні є настільки ж легальним наскільки і оголення чоловічих, оскільки статтями 21 і 24 Конституції України гарантується рівність прав усіх людей, а стаття 24 зокрема забороняє будь-які привілеї чи обмеження людини за різними ознаками у тому числі і за ознакою статі. Проте це може вважатися неприйнятним членами громади і не часто зустрічається на громадських пляжах, що не є нудистськими.

#### Фінляндія
У Фінляндії оголеність грудей не заборонена законом, проте жінок з оголеними грудьми випроваджували з пляжів. Сандра Марінс і Саде Валларен розкритикували це і організували перший у Фінляндії захід з вимогою рівності оголеності грудей під назвою Tissiflashmob (флешмоб грудей). У День незалежності Фінляндії, 6 грудня 2019 року, Марінс і Валларен показали свої груди в прямому ефірі, і це спричинило велику кількість суспільних дискусій. Tissiflashmob 2020 був масштабнішим за попередній і був організований одночасно у восьми різних містах. У 2023 місто Гельсінкі без зайвого галасу вирішило дозволити топлес на пляжах незалежно від статі.

#### Франція
У Франції феміністичний колектив Les TumulTueuses організував акцію протесту за свободу грудей в Парижі в травні 2009 року. У Франції є легальним засмагати топлес, хоча місцеві правила можуть забороняти цю практику за допомогою директив щодо одягу. У 2020 році після поліцейського інциденту засмагання топлес було захищеним міністром внутрішніх справ Франції.

#### Греція
У Греції оголення грудей дозволено законом.

#### Ісландія
В Ісландії оголення грудей у публічних місцях дозволено законом.

#### Італія
Оголення грудей жінками було офіційно легалізоване (у несексуальному контексті) на всіх громадських пляжах і басейнах по всій країні (якщо інше не визначено регіональними, провінційними або муніципальними підзаконними актами) 20 березня 2000 року, коли Верховний Касаційний Суд (через вирок № 3557) визначив, що виставляння оголених жіночих грудей, після кількох десятиліть, тепер вважається «загальноприйнятою поведінкою», а отже, «увійшло в суспільну норму вбрання».

#### Польща
У Польщі в 2008–2009 роках дві жінки зі Щецина, включно з гламурною моделлю Доротою Кшиштофек, виграли судову позов, який підтвердив право жінок засмагати топлес на громадських пляжах. Кшиштофек разом із її супутницею були оштрафовані місцевою муніципальною владою за засмагання топлес у громадському просторі. Жінки відмовилися платити штраф і подали справу до цивільного суду. Їхнє перше слухання довелося відкласти через неабиякий інтерес ЗМІ.
7 листопада 2008 року суддя Щепанська підтримала рішення міськради та звинуватила жінок у непристойній поведінці, пояснивши, що їхні особисті свободи не можуть посягати на свободи сімей з дітьми, які часто відвідують те ж місце відпочинку. Хоча в Польщі не заборонено засмагати топлес, суддя засудив їх до сплати штрафу в розмірі 230 злотих (150 злотих за іншими джерелами або 40 євро, 55 доларів) за порушення громадського порядку. У своєму обґрунтуванні суддя також сказала, що обвинувачені не мають права навчати дітей анатомії людини, однак невдовзі подруга Кшиштофек оскаржила її рішення, визнавши себе невинною.
У 2009 році апеляційний суд визнав обох жінок невинними, оскільки міський персонал не зміг довести, що хтось на пляжі був обурений або шокований оголеністю їхніх грудей і жодної скарги не надходило. Навпаки, деякі відвідувачі встали на їхній захист. На території громадського простору не було жодних табличок, які забороняють те, що у інших випадках є законним. Рішення апеляційного суду було обов'язковим для виконання, але воно також створювало ауру амбівалентності: засмагання у громадських місцях топлес було оголошено прийнятним, лише якщо ніхто інший, включаючи сім'ї з дітьми, формально цьому не заперечує.

#### Іспанія
В Іспанії немає законів, які офіційно забороняють оголеність у громадських місцях (у несексуальному контексті), і в наслідок цього, як засмагання топлес, так і натуризм (останній у меншій мірі) часто практикуються без жодних проблем на всіх пляжах, по всій країні, тоді як кількість учасників може різнитись залежно від місця та дня. Це дуже поширене явище на Балеарських островах, Канарських островах, Коста-Брава та Коста-дель-Соль (хоча кілька муніципалітетів, як-от Барселона, створили підзаконні акти, які забороняють оголеність у громадських місцях, у тому числі оголеністьжіночих  грудей, на своїх вулицях, але не на пляжі). У зв’язку з широко розповсюдженою практикою засмагання топлес муніципалітети Гальдакао та Л’Аметла-дель-Вальес вирішили легалізувати оголеність жіночих грудей у своїх громадських басейнах (у березні 2016 та червні 2018 років відповідно), і це допустимо в багатьох інших, як, наприклад, у Мадриді (без потреби в певному правилі). Це рідше зустрічається в приватних басейнах або басейнах готелів тощо, а також деякі мають підзаконні акти, які забороняють це. Крім того, деякі опитування показують, що понад 40% опитаних іспанських жінок (віком від 18 років) повідомили, що хоча б раз були на пляжі топлес.

#### Швеція
У Швеції оголеність грудей не є забороненою законом. Це трохи незрозуміло, тому що закон, який зазвичай використовується проти оголеності, стосується «дратівливої поведінки» – він нічого не говорить про те, наскільки роздягненим можна бути, тому це питання правової традиції, хоча існує закон проти дискримінації за ґендерною ознакою. Проте, приватним чи державним закладам дозволяється встановлювати дрес-код, згідно з яким жінки можуть убти повинними носити одяг, що прикриває тулуб (груди), а також забороняти доступ або випроваджувати осіб, які порушують ці стандарти.
У вересні 2007 року з'явився рух «Bara Bröst» (каламбур, що означає як «просто груди», так і «голі груди», як і «лише груди»), щоб пропагувати рівність оголеності грудей у цих напівгромадських закладах. Ця група влаштувала кілька заходів у громадських лазнях у вересні та жовтні 2007 року, починаючи з Уппсали, звідки їх кілька разів виселяли, перш ніж досягти успіху в Сундсваллі. Ця група здобула перемогу в червні 2009 року, коли міський комітет спорту та відпочинку міста Мальме схвалив нові правила, які вимагаючи від усіх носити купальні костюми в критих громадських басейнах не вимагали від жінок покривати груди. «Ми не визначаємо, які купальні костюми повинні носити чоловіки, тому немає особливого сенсу робити це для жінок. Крім того, для чоловіків не є чимось незвичайним мати великі груди, які нагадують жіночі», - сказав речник ради.

### Північна Америка

#### Канада

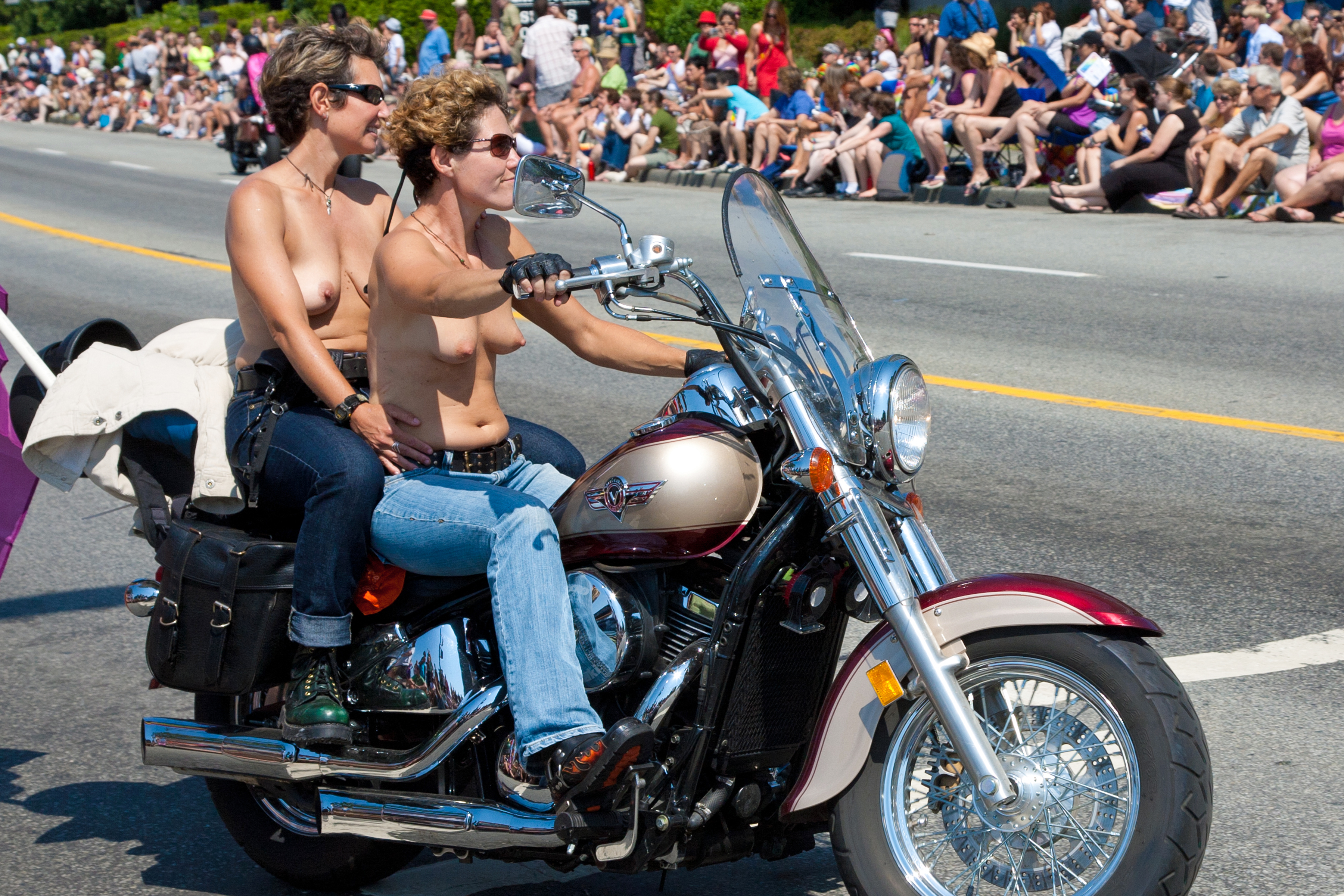
Жінки з оголленими грудьми на фестивалі гордості у Ванкувері

У 1991 році Ґвен Джейкоб, яка зняла сорочку та була звинувачена в непристойності у Ґвельфі, Онтаріо, оскаржила визнання оголення грудей як непристойного вчинку. Частиною її захисту були подвійні стандарти між чоловіком і жінкою. Хоча вона була засуджена, це було скасовано апеляційним судом. Цей випадок визначив, що бути топлес не є непристойним за визначенням Кримінального кодексу. Однак він не встановлював жодного конституційного права на рівність. Згодом ця справа призвела до виправдання жінок у Британській Колумбії та Саскачевані, яким висунули подібні звинувачення. Хоча кожна провінція та територія формально залишає за собою право тлумачити закон на свій розсуд, справа з Онтаріо виявилася впливовою. Оскільки це питання не було вирішено Верховним судом Канади, все ще можливо, що жінку можуть засудити в іншому місці Канади, але тлумачення морального права в Канаді стає все більш лібералізованим. Схоже, що з моменту висвітлення цих випадків у Канаді більше жінкам не було висунуто звинувачень.

#### Мексика
Єдиним громадським місцем у Мексиці, де офіційно дозволено жіночий оголювати груди, є Playa Zipolite (нудистський пляж у штаті Оахака), де практику натуризму було легалізовано у 2016 році. Проте практика засмагання топлес (а також натуризм, у деяких випадках) зазвичай допускається на кількох пляжах у штаті Кінтана-Роо, точніше в регіоні Рів'єра Майя (особливо між містами Плайя-дель-Кармен і Тулум); крім того, є кілька курортів, які не вимагають носіння одягу (тобто є так званими clothing-optional), які створені лише для дорослих (також розташовані у Рів'єра Майя), де всі чоловіки та жінки віком від 18 років можуть відвідувати об'єкти без необхідності носити одяг (якщо вони цього бажають).

#### Сполучені Штати Америки

Закони Сполучених Штатів Америки про заборону оголення жіночих грудей за штатом та територією

У США окремі штати мають основну юрисдикцію в питаннях суспільної моралі. Рух Topfreedom заявляв про успіх у кількох випадках, переконавши деякі державні та федеральні суди скасувати деякі закони штату на основі дискримінації за статтю або рівного захисту, стверджуючи, що жінка повинна мати право оголювати свої груди в будь-якому контексті, в якому чоловік може оголювати його. Інші успішні справи основувались на праві свободи вираження думок на знак протесту або просто того, що оголення грудей не є непристойним (або чимось подібним).
Закони та розпорядження, які забороняють жінкам оголювати груди, оскаржуються у федеральних судах по всій країні. Кожен позов, якщо він переможе на апеляційному рівні, легалізує свободу грудей в таких окружних апеляційних судах США (із заходу на схід): 9 (Каліфорнія), 8 (Міссурі) і 1 (Меріленд). Федеральний позов у 7-му окрузі (Іллінойс) було програно на апеляційному рівні, а клопотання про перегляд у Верховному суді США було відхилено. Попередню судову заборону у федеральному позові в 10-му окрузі (Колорадо) було виграно на апеляційному рівні. У вересні 2019 року, витративши понад 300 000 доларів, Форт-Коллінз вирішив припинити захист свого указу та скасувати його. Це фактично дало жінкам будь-якого віку право ходити топлес скрізь, де можуть чоловіки в юрисдикції 10-го округу (штати Вайомінг, Юта, Колорадо, Нью-Мексико, Канзас і Оклахома, а також усі округи та міста).

### Океанія

#### Австралія
В Австралії закони про непристойне оголення стосуються лише області статевих органів, тому технічно як чоловіче, так і жіноче топлес є законними. Проте багато місцевих рад встановлюють власні правила та мають повноваження просити людей, з оголеними грудьми покинути територію. Крім того, жінкам, які ходять топлес, іноді висувають більш невизначеніі звинувачення, такі як порушення громадського порядку або образлива поведінка.
На громадських пляжах місцевих законів не дотримуються суворо і жінки часто можуть засмагати топлес без правових наслідків.
Годування грудьми в громадських місцях є законним правом в Австралії. Відповідно до Закону про статеву дискримінацію 1984 року, жоден бізнес чи постачальник послуг не можуть дискримінувати жінок, які годують груддю. Жінки все одно можуть годувати грудьми, навіть якщо в цьому районі заборонено приймати іншу їжу та напої. Якщо для грудного вигодовування є спеціальна кімната для догляду за дитиною, жінкам не потрібно користуватися нею, якщо вони цього не бажають. Якщо хтось жорстоко поводиться з жінкою, яка годує грудьми, або змушує її піти, це може підпадати під дію законів штату/території щодо домагань. Ці засоби захисту також стосуються жінок, які зціджують грудне молоко для своєї дитини.

#### Нова Зеландія
У Новій Зеландії немає спеціального закону, який забороняє оголеність в громадських місцях. Якщо людина оголена і демонструє розпустливу, хтиву чи непристойну поведінку це можу бути порушенням закону закони.
Високий суд Нової Зеландії підтвердив обвинувачення в хуліганстві за оголення на вулиці, оскільки це не було місце, де було відомо, що оголення трапляється або де воно є звичним явищем. Бути оголеним на вулиці, ймовірно, призведе до невеликого штрафу, якщо на особу подадуть скаргу або якщо особа проігнорує наказ поліції покритися. Однак на практиці ймовірність бути притягнутим до кримінальної відповідальності за оголеність на громадському пляжі низька, якщо особа тримається усамітнено.
У 2012 році жінка плавала топлес на пляжі Опунаке. Поліція була викликана, але вона повідомила, що оголеність грудей не є правопорушенням.
У 2017 році нудисти використовували пляж у Тауранга, що викликало нерозуміння у деяких жителів. Однак у місцевій раді заявили, що немає підзаконних актів, які стосуються цього питання і що оголеність не є правопорушенням.

### Південна Америка

#### Аргентина
Оголеність жіночих грудей дозволена на державних нудистських пляжах Пуерто-Ескондідо, поблизу Мірамара, і Плайя-Керанді, на території Вілья-Гесель, а також на деяких приватних натуристських курортах.
7 лютого 2017 року сотні голих жінок протестували в Буенос-Айресі, Кордові, Мар-дель-Платі, Росаріо та інших містах країни. Протест називався іспанською мовою tetazo (від іспанського слова tetas, що означає «цицьки» й іспанського суфікса «-azo», що означає ударну дію). Протестувальники заперечували проти «об'єктивізації» жіночого тіла, а також не схвалювали рішення зроблене 20 поліцейськими, які днями раніше вигнали з пляжу в Некочеа 3 жінок, які засмагали там топлес.

#### Бразилія
Стаття 233 глави VI розділу VI Кримінального кодексу стверджує, що непристойне оголення (відоме португальською як ato obsceno, що означає «непристойний вчинок») є протиправною дією, яка карається ув’язненням або штрафом, але не конкретизує які оголені частини людського тіла маються на увазі. Незважаючи на цю невизначеність, бразильська влада зазвичай вважає оголення жіночих грудей «непристойним вчинком» і ця практика часто пригнічувалася, включаючи кілька арештів поліцією впродовж багатьох років.
Як правило, практика засмагати жінками топлес була прийнята лише на офіційних нудистських пляжах і в деяких приватних натуристських клубах. Однак упродовж багатьох років був один помітний виняток: карнавал у Ріо-де-Жанейро. Під час знаменитих двонічних парадів, які щорічно проводяться 12 школами самби (по 6 на день) на Самбадромі Маркіза де Сапукаї, офіційна політика полягає в тому, що публічно не можна показувати лише область статевих органів (у цьому випадку всі оголені чоловіки та жінки повинні носити меркін, який відомий португальською як tapa-sexo, що приблизно перекладається як «статеве покриття»). Таким чином, як чоловіки, так і жінки можуть відкрито демонструвати свої оголені груди та сідниці під час маршів без жодних проблем.
З початку 2010-х років надходять повідомлення про невеликі спорадичні протести, особливо на деяких пляжах Ріо-де-Жанейро. Португальською мовою ці протести називаються toplessaços (від англійського слова «toplessness», що є іменником до topless, і португальського суфікса «-aço», перекладеного з іспанського «-azo», що означає ударну дію). Під час кожного протесту група жінок, невдовзі після возз’єднання, вирішує швидко зняти весь одяг, який вони носили вище талії (включно з бюстгальтерами, бікіні тощо), що кульмінує станом публічного «світіння грудьми» впродовж кількох хвилин, перед тим як знову одягнути одяг. Таким чином, вони вважаються своєрідними топлес-флешмобами. Метою цих протестів є вимога офіційної легалізації оголення жіночих грудей в Бразилії відповідно до принципу гендерної рівності.

#### Чилі
Оголення грудей у громадських місцях не є злочином, хоча це проступок відповідно до статті 373 Кримінального кодексу для тих, хто «будь-яким чином ображає скромність або добрі звичаї». Подібним чином стаття 495 говорить: «Карається штрафом у розмірі однієї місячної податкової одиниці (перший абзац) кожен, хто порушує правила, які влада диктує для збереження громадського порядку або запобігання його зміні, якщо діяння не становить злочину або простого правопорушення».
Зіштовхнувшись із багатьма невизначеностями, група жінок разом із фотографом і піонером натуризму в Чилі, Рене Рохасом у 2000 році вдалося створити перший нудистський пляж у країні, під назвою Playa Luna, а також неофіційні зони обмеженого доступу, які були створені в Playa Luna Norte (Tarapacá), Playa Luna Sur (Coliumo), Playa Escondida (Antofagasta), Playa Blanca (Tongoy) і Pichilemu, де можна повністю роздягтися і це вважається нормою.

#### Уругвай
Практика жіночого голого одягу дозволена на офіційних нудистських пляжах Чіуауа, розташованих на однойменному курорті, і Ла Сирена, розташованих на курорті Агуас Дульсес.